# Prince of Wales Conference
Die Prince of Wales Conference war von 1974 bis 1993 neben der Campbell Conference eine der zwei Conferences in der höchsten nordamerikanischen Eishockeyliga, der NHL. Sie enthielt die Hälfte der Teams der NHL und war in zwei Divisions geteilt, diese Unterteilung wechselte im Laufe der Jahre.
Mit der Expansion der Liga im Jahr 1993 und der darauffolgenden Neuformation des Ligensystems wurde die Conference von der NHL Eastern Conference abgelöst. Damit wurden die Namen der NHL-Conferences und Divisions an das im US-Sport vorherrschende System mit geographischen Ligennamen angepasst.
Benannt war die Conference nach dem Prince of Wales, der Titel des ältesten lebenden Sohnes und damit des Kronprinzen der meisten britischen Monarchen. Der Gewinner der Conference, der bis 1981 im normalen Ligabetrieb, später dann in Play-offs ausgespielt wurde, gewann die Prince of Wales Trophy und qualifizierte sich für das Stanley Cup Finale.

## Divisions
| 1974–1981 - Adams Division - Norris Division | 1981–1993 - Adams Division - Patrick Division |

## Meister Prince of Wales Conference
| - 1975 – Buffalo Sabres - 1976 – Montréal Canadiens - 1977 – Montréal Canadiens - 1978 – Montréal Canadiens - 1979 – Montréal Canadiens - 1980 – Buffalo Sabres - 1981 – Montréal Canadiens - 1982 – New York Islanders - 1983 – New York Islanders - 1984 – New York Islanders | - 1985 – Philadelphia Flyers - 1986 – Montréal Canadiens - 1987 – Philadelphia Flyers - 1988 – Boston Bruins - 1989 – Montréal Canadiens - 1990 – Boston Bruins - 1991 – Pittsburgh Penguins - 1992 – Pittsburgh Penguins - 1993 – Montréal Canadiens |